# Rui Andrade (pilote automobile)
Pour les articles homonymes, voir Rui Andrade.
Rui Pinto de Andrade (né le 23 septembre 1999 à Luanda en Angola) est un pilote automobile angolais. Il court avec une licence angolaise.

## Carrière
En 2021, Rui Andrade s'était engagé auprès de l'écurie russe G-Drive Racing afin de participer au championnat Asian Le Mans Series avec comme copilote le gentleman driver américain John Falb et le jeune pilote argentain Franco Colapinto. Lors de ce championnat, l'équipage de la voiture s'est particulièrement distingué dans l’exercice des qualifications où la voiture réalisa 3 pole position en 4 courses. Malheureusement, ils n'ont pas réussi à concrétiser lors des courses et il ne put faire mieux qu'une seconde position lors de la seconde manche sur le Dubaï Autodrome et lors de la seconde manche sur le Circuit Yas Marina. Il marqua avec ses coéquipiers 66 points pour finir en 3e position du classement pilote. Après cette première expérience en endurance, c'est en European Le Mans Series a poursuivi sa carrière, toujours avec l'écurie russe G-Drive Racing et John Falb, mais cette fois-ci avec l'expérimenté Pietro Fittipaldi au lieu de Franco Colapinto en tant que 3e pilote.

Rui Andrade lors des 24 Heures du Mans 2022.
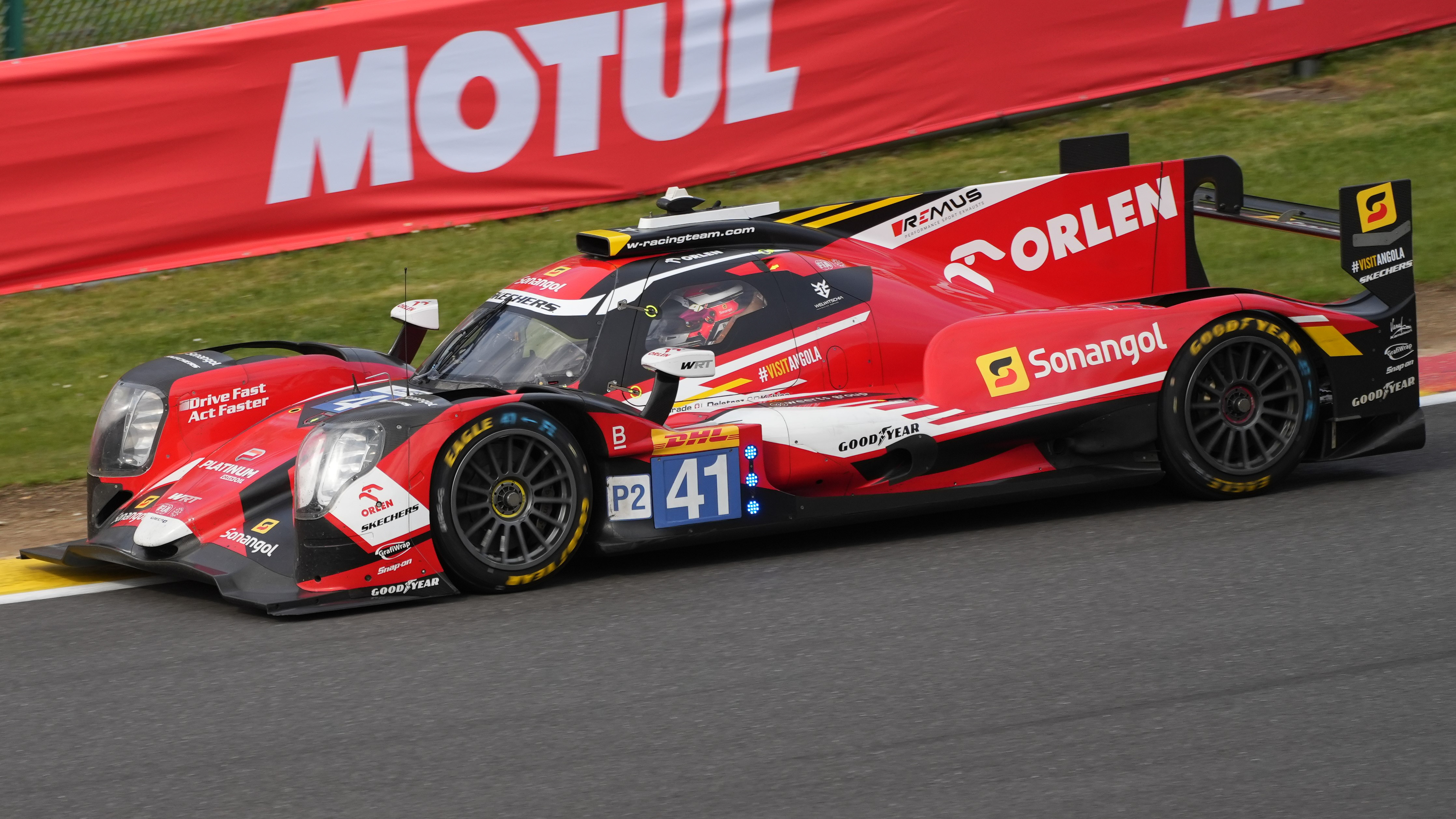
Rui Andrade lors des 6 Heures de Spa-Francorchamps 2024.

## Résultats en monoplace
| Saison | Championnat                        | Écurie              | Courses | Victoires | Pole positions | Meilleurs tours | Podiums | Points | Classement |
| ------ | ---------------------------------- | ------------------- | ------- | --------- | -------------- | --------------- | ------- | ------ | ---------- |
| 2018   | Championnat d'Espagne de Formule 4 | Drivex School       | 14      | 0         | 0              | 0               | 0       | 43     | 11e        |
| 2019   | F4 UAE Championship                | Dragon Racing       | 20      | 0         | 0              | 2               | 6       | 201    | 5e         |
| 2019   | Championnat d'Espagne de Formule 4 | Drivex School       | 14      | 0         | 0              | 0               | 0       | 43     | 11e        |
| 2019   | Formula Renault Eurocup            | FA Racing by Drivex | 2       | 0         | 0              | 0               | 0       | 0      | 25e        |
| 2019   | Formule Ford Portugal              | pas d'écurie        | 2       | 0         | 0              | 0               | 1       | 20     | 5e         |
| 2020   | Toyota Racing Series               | M2 Competition      | 15      | 0         | 0              | 0               | 0       | 70     | 16e        |
| 2020   | Euroformula Open                   | CryptoTower Racing  | 18      | 0         | 0              | 0               | 0       | 28     | 24e        |

## Palmarès

### Résultats enChampionnat du monde d'endurance
| Année | Écurie          | Châssis                      | Moteur                         | Classe | 1       | 2     | 3       | 4       | 5     | 6       | 7     | 8   | Position | Points |
| ----- | --------------- | ---------------------------- | ------------------------------ | ------ | ------- | ----- | ------- | ------- | ----- | ------- | ----- | --- | -------- | ------ |
| 2021  | G-Drive Racing  | Aurus 01                     | Gibson GK428 4,2 L V8 Atmo     | LMP2   | SPA 10  | POR   | MON     | LMS Abd | BAH   | BAH     |       |     | n.c      | 1      |
| 2022  | Realteam by WRT | Oreca 07                     | Gibson GK428 4,2 L V8 Atmo     | LMP2   | SEB 3   | SPA 2 | LMS 10  | MON 1   | FUJ 4 | BAH 5   |       |     | 4e       | 96     |
| 2023  | Team WRT        | Oreca 07                     | Gibson GK428 4,2 L V8 Atmo     | LMP2   | SEB 4   | POR 3 | SPA 1   | LMS 2   | MON 3 | FUJ 1   | BAH 1 |     | Champion | 173    |
| 2024  | TF Sport        | Chevrolet Corvette Z06 GT3.R | Chevrolet LTR6.R 5,5 L V8 Atmo | LMGT3  | QAT Abd | IMO 7 | SPA Abd | LMS 12  | SAO 8 | COA Abd | FUJ 4 | BAH | 16e      | 23     |

### Résultats auxEuropean Le Mans Series
| Année | Écurie                    | Châssis  | Moteur                              | Classe     | 1       | 2     | 3       | 4       | 5     | 6     | Position | Points |
| ----- | ------------------------- | -------- | ----------------------------------- | ---------- | ------- | ----- | ------- | ------- | ----- | ----- | -------- | ------ |
| 2021  | G-Drive Racing            | Aurus 01 | Gibson GK428 4.2 L V8 atmosphérique | LMP2       | BAR 7   | RBR 3 | LEC 10  | MON 6   | SPA 7 | POR 8 | 8e       | 42     |
| 2021  | G-Drive Racing            | Aurus 01 | Gibson GK428 4.2 L V8 atmosphérique | Pro-Am Cup | BAR 2   | RBR 1 | LEC 2   | MON 1   | SPA 2 | POR 2 | Champion | 122    |
| 2023  | Inter Europol Competition | Oreca 07 | Gibson GK428 4.2 L V8 atmosphérique | LMP2       | BAR Abd | LEC 3 | ARA Abd | SPA Abd | ALG 6 | POR 4 | 7e       | 33     |

### Résultats auxAsian Le Mans Series
| Année     | Écurie         | Châssis         | Moteur                              | Classe | 1      | 2      | 3      | 4       | 4       | Position | Points |
| --------- | -------------- | --------------- | ----------------------------------- | ------ | ------ | ------ | ------ | ------- | ------- | -------- | ------ |
| 2021      | G-Drive Racing | Aurus 01        | Gibson GK428 4.2 L V8 atmosphérique | LMP2   | BUD1 4 | DUB2 2 | YAS1 3 | YAS2 2  |         | 3e       | 66     |
| 2023-2024 | Dragon Racing  | Ferrari 296 GT3 | Ferrari F163 3.0 L V6 turbo         | GT3    | BUD1   | SEP2   | DUB 14 | YAS1 12 | YAS2 12 | 30e      | 0      |